# Ludwig Emanuel Schaerer
Ludwig Emanuel Schaerer (11 czerwca 1785 w Bernie, zm. 3 lutego 1853 w Belp) – szwajcarski duchowny i mykolog.
W 1805 r. zaczął studiować teologię w Bernie, w 1808 r. otrzymał święcenia kapłańskie. Podczas pierwszych lat studiów był uczniem francuskiego botanika Nicolasa Charlesa Seringe. Gdy kontynuował studia w Halle i Berlinie, zaczął się interesować porostami. Współpracował z lichenologiem Heinrichem Gustavem Flörke.
Od 1813 r. pracował jako nauczyciel w gimnazjum w Bernie, a następnie jako dyrektor sierocińca w Bernie. Równolegle z pełnieniem funkcji pastora kontynuował swoje badania porostów. Zebrał ich kolekcję składającą się z kilku tomów próbek pt. Lichenes helvetici exsiccati. W latach 1823–1852 opublikował ich opis pt. Lichenum helveticorum spicilegium. W 1850 r. opublikował Enumeratio critica lichenum europaeum.
Opisał wiele nowych gatunków porostów, zmienił też nazwy wielu wcześniej opisanych. W nazwie naukowej zdiagnozowanych przez niego taksonów dodawany jest skrót jego nazwiska Schaer. Jego nazwiskiem nazwano też wiele gatunków porostów, np. Buellia schaereri De Not., Placocarpus schaereri (Fr.) Breuss, Polyblastia schaereriana (A. Massal.) Müll. Arg., Psorotichia schaereri (A. Massal.) Arnold, Stigmidium schaereri (A. Massal.) Trevis.